# セイ・ユー、セイ・ミー
「セイ・ユー、セイ・ミー」（Say You, Say Me）は、ライオネル・リッチーが作詞・作曲し1985年にシングルA面として発表した楽曲。映画『ホワイトナイツ/白夜』（監督：テイラー・ハックフォード）の主題歌に起用され、1986年のスタジオ・アルバム『セイ・ユー、セイ・ミー（原題：Dancing on the Ceiling）』にも収録された。

## 背景
リッチーはハックフォードから『ホワイトナイツ/白夜』の主題歌を書き下ろすよう依頼されたが、最終的に映画のタイトルを冠した曲のアイディアは出ず、その代わりに本作のデモ・テープを送ったところ、ハックフォードに気に入られたという。なお、ハックフォードは本作のミュージック・ビデオも監督している。ただし、当時リッチーが所属していたモータウンは、本作を『ホワイトナイツ/白夜』のサウンドトラック・アルバム（アトランティック・レコードより発売）に収録することを許可せず、映画の公開と同時期に、自社からシングルとしてリリースした。

## パーソネル
- ライオネル・リッチー - ボーカル、キーボード、リズム・アレンジ、ボーカル・アレンジ
- グレッグ・フィリンゲインズ - キーボード、ミニ・モーグ・ベース
- マイケル・ボディカー - シンセサイザー
- スティーヴ・ルカサー - ギター
- ティム・メイ - ギター
- カルロス・リオス - アコースティック・ギター
- エイブラハム・ラボリエル - ベース
- ジョン・ロビンソン（英語版） - ドラムス
- ポール・レイム - ドラムマシン
- パウリーニョ・ダ・コスタ - パーカッション
- ジェームス・アンソニー・カーマイケル - ストリングス・アレンジ、リズム・アレンジ

## 反響
アメリカの総合シングル・チャートBillboard Hot 100では、1985年12月21日から合計4週連続で1位を獲得し、ソロ名義としては4作目（ダイアナ・ロスとのデュエットも含めれば5作目）の全米1位獲得シングルとなった。また、『ビルボード』のアダルト・コンテンポラリー・チャートでは5週、R&Bシングル・チャートでは2週にわたり1位を獲得している。
スウェーデンのシングル・チャートでは10回（20週）トップ20入りし、うち4回（8週）1位を獲得した。ノルウェーのシングル・チャートでは16週連続でトップ10入りし、うち9週にわたって1位を独占した。

## 評価・影響
本作はアメリカの映画賞で高く評価され、アカデミー歌曲賞とゴールデングローブ賞 主題歌賞の両方を受賞した。音楽評論家のエド・パワーは2015年、『デイリー・テレグラフ』紙の記事「ライオネル・リッチーのベスト・ソング20」において本作を4位に挙げ「リッチーは装飾を排した哀歌を生み出すまでの域に行き着いたようだ」と評している。
2017年にはアメリカ映画『ベイウォッチ』のサウンドトラックでも使用され、同作のサウンドトラック・アルバムにも収録された。

## 別ヴァージョン
リッチーが自身のヒット曲をカントリー・アレンジで再録音したアルバム『ベスト・デュエット〜タスキーギ』（2012年）では、本作もリメイクされており、アメリカ盤にはジェイソン・アルディーンとのデュエット、ヨーロッパ盤および日本盤にはラスマス・シーバックとのデュエットが収録された。後者はデジタル・シングルとしてもリリースされ、デンマークのシングル・チャートでは7週トップ40入りして、最高3位を記録した。